# 善行旌表
善行旌表（ぜんこうせいひょう）は、人の善行をほめて、広く世間に示すこと。しばしば為政者により政策の一環としておこなわれた。

## 概略

### 孝順者旌表
702年（大宝2年）、孝順者旌表の詔勅がくだされてから、奈良時代、平安時代によくおこなわれた。
とくに、元号の改元、天皇の即位、皇太子の元服、変災の勃発などがあったときに、孝子、順孫、節婦、義僕、力田者（りきでんしゃ）などが賞された。

### 賦役令
日本においては、757年（天平宝字元年）に施行された養老令の賦役令第17条に孝子、節婦、義夫、順孫を賞する条文が規定され、課される税の租庸調のうち庸と調についは表彰されたものには税が免ぜられた。

### 「孝義録」、「孝義録続編」の刊行
江戸時代になるとさらにさかんにおこなわれ、1720年（享保5年）、徳川吉宗は篤行者旌表の規定をもうけ、1798年（寛政10年）、松平定信は孝子、奇特者のおおがかりな調査をおこない、「孝義録」、「孝義録続編」を刊行した。
諸藩においてもこれにならって旌表があいついでおこなわれ、「芸備孝義録」、「加能越三州良民伝」などをはじめ、この種の善行表彰録の刊行は多かった。

### 褒章条例の制定
明治14年、勅令によって褒章条例がさだめられ、人命救助者、孝子、順孫、義僕、精励実業家、発明改良家、教育、衛生、社会事業、防疫の諸事業、道路、河渠、堤防、橋梁の修築、学校、病院の建設、田野の墾闢などにつくして公衆の利益をはかり、成績のすこぶる顕著なものにたいして褒章をあたえることにした。
各県でもしきりに善行者を表彰し、民間の教化団体もまたおこなった。
大正15年、宮内省はとくに徳行者を表彰し、「大正徳行録」を編纂刊行した。